# Fedja Zajcev
Fedja Zajcev (in russo Федя Зайцев?) è un cortometraggio d'animazione sovietico del 1948 diretto da Zinaida e Valentina Brumberg, realizzato presso lo studio Sojuzmul'tfil'm.